# Heinrich Vogtherr der Jüngere

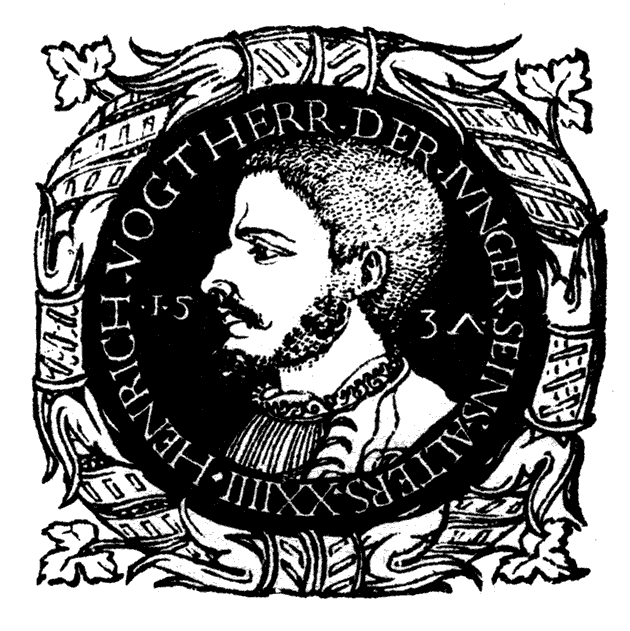
Heinrich Vogtherr d. J., Selbstporträt, 1537

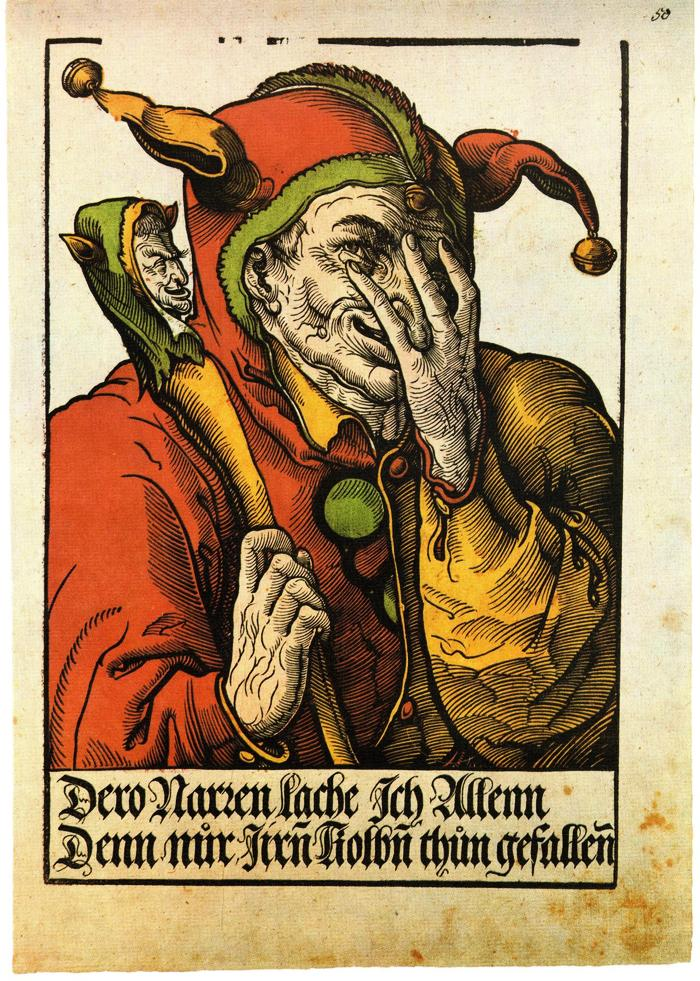
Schalksnarr, Holzschnitt (nachkoloriert), Augsburg um 1540

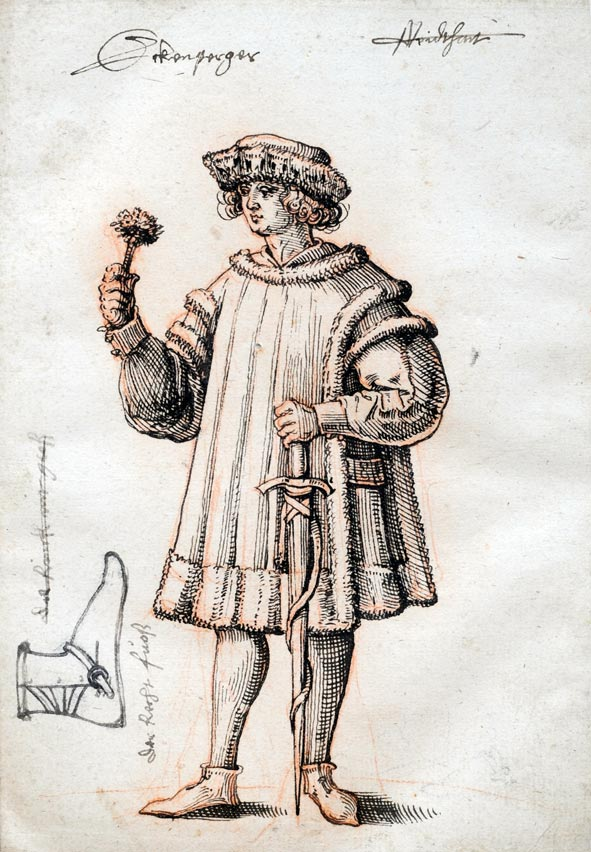
Vorzeichnung zur entsprechenden Radierung aus dem Augsburger Geschlechterbuch, 1545, Foto: MWK

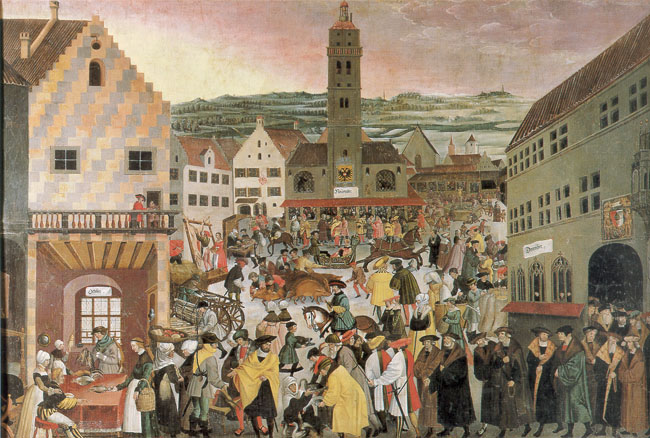
Kopie des „Winters“, (aus dem Zyklus der vier Augsburger Monatsbilder), um 1550

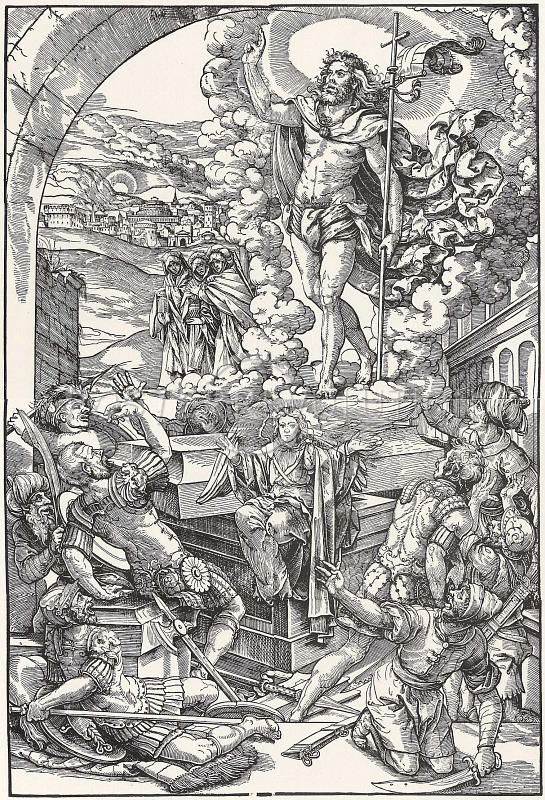
Die Auferstehung, um 1540, Holzstich

Heinrich Vogtherr der Jüngere (* 1513; † 1568 in Wien) war ein Maler, Zeichner, Holzschneider und Radierer.

## Leben
Über seine Jugend ist nichts bekannt. Sein Vater Heinrich Vogtherr der Ältere war Maler, Zeichner, Holzschneider, Radierer, Drucker, Verleger, Autor, Lieddichter und Augenarzt. 1525 kam der junge Vogtherr mit seinem Vater nach Straßburg und wurde vermutlich von diesem künstlerisch und handwerklich ausgebildet. Einige Jahre stand er ihm als Gehilfe zur Seite und arbeitete 1537/1538 an dessen erfolgreichem »Kunstbüchlein« mit. Um 1540 ließ er sich als Maler und Radierer in Augsburg nieder, der Geburtsstadt seiner Ehefrau Sybilla Steinmaier. Dieser Verbindung entstammten sieben Söhne und fünf Töchter. Seine Zusammenarbeit mit Hans Burgkmair d. J. am »Augsburger Geschlechterbuch« gilt inzwischen als sehr wahrscheinlich. Eine von Heinrich Röttinger 1927 geäußerte Gegenmeinung wird heute fundiert angezweifelt.
Wegen der Namensangabe „HE: VOGTHERR“ auf dem Frontispiz des Buches deutete er das „HE“ als H[einrich] [der] E[lter], was auf den Vater Heinrich Vogtherr den Älteren hinweisen würde. Heinrich Vogtherr d. J. und Hans Burgkmair d. J. werden heute auch als Schöpfer des Augsburger Wunderzeichenbuchs angesehen. Wie andere Augsburger Künstler stand Vogtherr der Jüngere im Dienst der Fugger und arbeitete in deren Auftrag an monumentalen Freskogemälden, mit denen etliche Augsburger Gebäude geschmückt wurden. Diskutiert wird, ob die für den Fugger´schen Baugarten gemalten Kopien der vier großen »Augsburger Monatsbilder«, deren Originalfassungen (heute im Deutschen Historischen Museum, Berlin) sicher im Umfeld von Jörg Breu dem Älteren und seiner Werkstatt entstanden sind, von ihm oder seinem Vater stammen. Die einzig überlieferte Kopie (»Der Winter«), welche sich heute im Augsburger Maximiliansmuseum befindet, wird der jüngsten Forschung zufolge wieder Vogtherr d. Ä. zugesprochen. Heinrich Vogtherr der Jüngere nahm 1554 Abschied von Augsburg und folgte mit einem Teil seiner Familie seinem wohl als Augenarzt an den Hof Ferdinand I. berufenen Vater nach Wien. In der dortigen Hofbuchhaltung ist er als Maler belegt. Seinen dort 1556 verstorbenen bedeutenderen Vater überlebte er um zwölf Jahre.

## Werke
- »Kunstbüchlein«, in Zusammenarbeit mit seinem Vater Heinrich Vogtherr d. Ä., Straßburg 1538
- »Der Schalksnarr«, Holzschnitt, um 1540, Schlossmuseum Gotha
- »Die Auferstehung«, Holzschnitt, um 1540
- »Augsburger Geschlechterbuch«, in Zusammenarbeit mit Hans Burgkmair d. J., Augsburg 1545
- „Augsburger Monatsbilder“, Kopie des „Winters“, Augsburg, Maximiliansmuseum (Beweislage unsicher, siehe Text unter „Leben“)